# Греція на літніх Олімпійських іграх 1904
Греція на літніх Олімпійських іграх 1904 була представлена 14 спортсменами в 3 видах спорту.

## Медалісти

### Золото
|   |                  |                                         |
| № | Спортсмени       | Вид спорту (дисципліна)                 |
| 1 | Периклес Какусіс | Важка атлетика (штовхання двома руками) |

### Бронза
|   |                     |                                |
| № | Спортсмени          | Вид спорту (дисципліна)        |
| 1 | Ніколаос Георгантас | Легка атлетика (метання диска) |

## Легка атлетика
| Змагання       | Спортсмен           | Фінал        | Фінал |
| Змагання       | Спортсмен           | Результат    | Місце |
| -------------- | ------------------- | ------------ | ----- |
| Марафон        | Дімітріос Вілуліс   | невідомий    | 5     |
| Марафон        | Христос Зехурітіс   | невідомий    | 10    |
| Марафон        | Андрю Іконому       | невідомий    | 14    |
| Марафон        | Георгіос Вамкаїтіс  | не фінішував | —     |
| Марафон        | Харилаос Яннакас    | не фінішував | —     |
| Марафон        | Георгіос Дросос     | не фінішував | —     |
| Марафон        | Іоанніс Лугкітсас   | не фінішував | —     |
| Марафон        | Георгіос Лурідас    | не фінішував | —     |
| Марафон        | Петрос Піпілес      | не фінішував | —     |
| Штовхання ядра | Ніколаос Георгантас | відмова      | —     |
| Метання диска  | Ніколаос Георгантас | 37,68 м      | 3     |

## Перетягування канату
| Змагання | Спортсмени | Чвертьфінал  | Півфінал   | Фінал      | Півфінал за срібло | Фінал за срібло |
| -------- | --- | ------------ | ---------- | ---------- | ------------------ | --------------- |
| Чоловіки | Греція - Ніколаос Георгантас - Анастассос Георгопулос - Дімітриос Дімітракопулос - Периклес Какусіс - Васіліос Металос | США програли | не пройшли | не пройшли | не пройшли         | не пройшли      |

## Важка атлетика
| Змагання               | Спортсмен        | Фінал     | Фінал |
| Змагання               | Спортсмен        | Результат | Місце |
| ---------------------- | ---------------- | --------- | ----- |
| Штовхання двома руками | Периклес Какусіс | 111,70 кг | 1     |

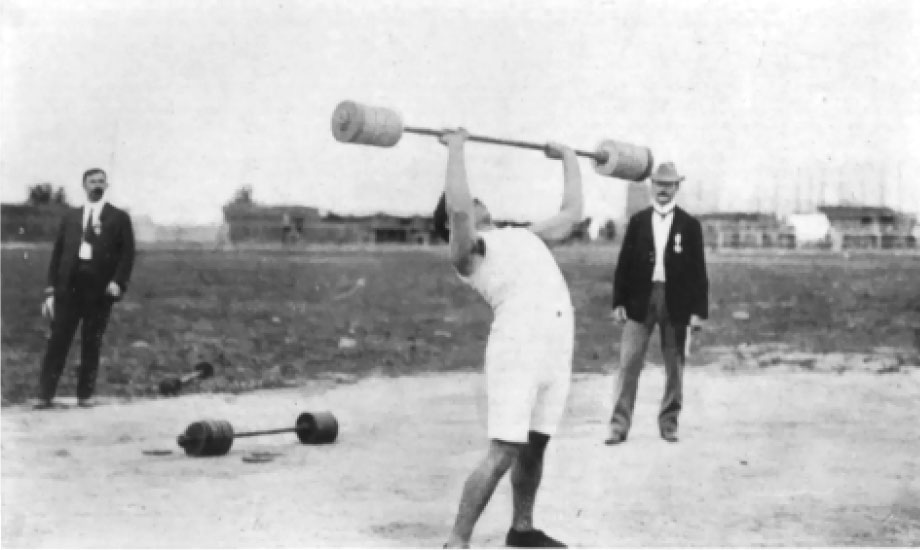
Периклес Какусіс під час виконання вправ на Олімпіаді 1904 року
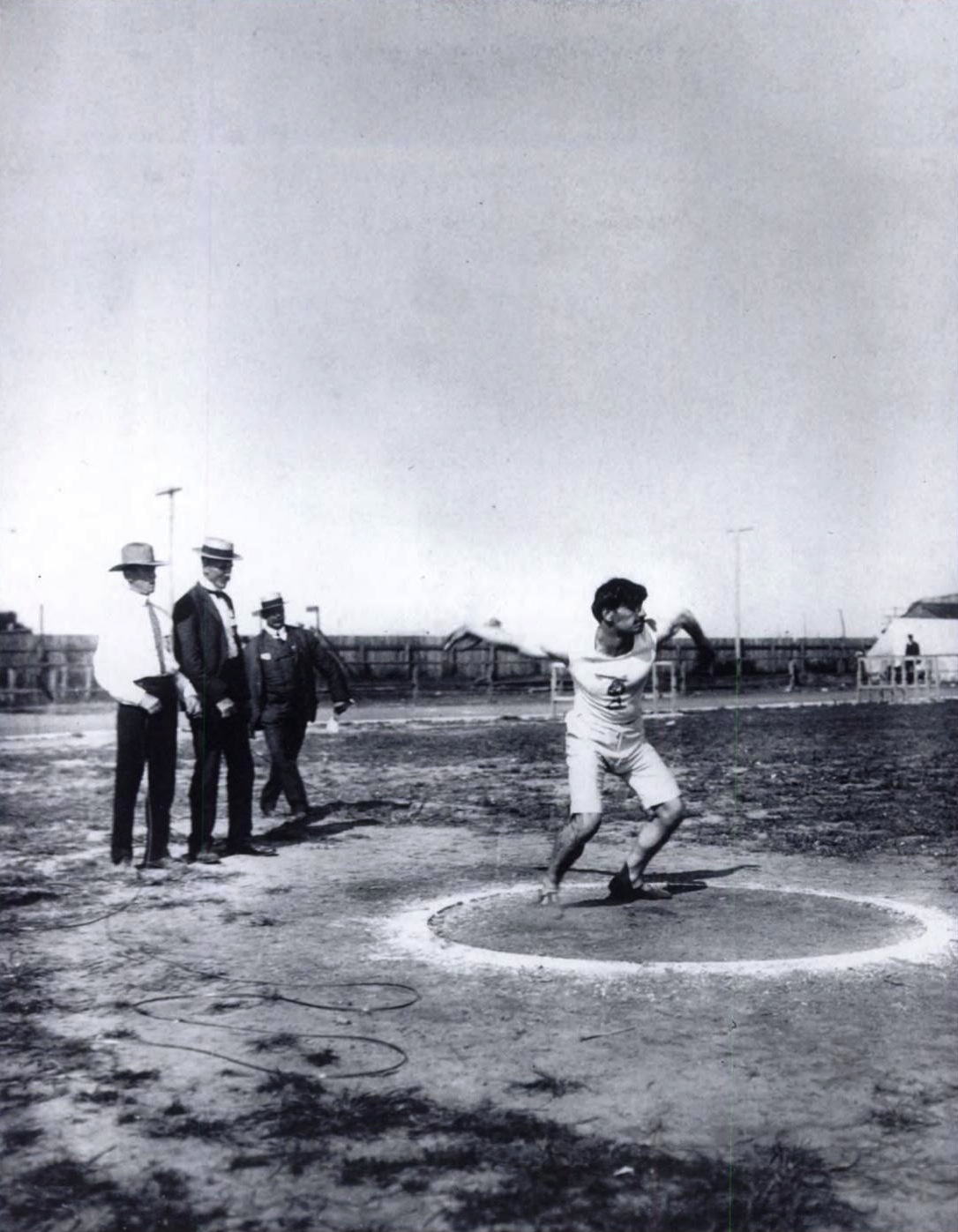
Ніколаос Георгантас(інші мови) метає диск, на Олімпіаді 1904 року
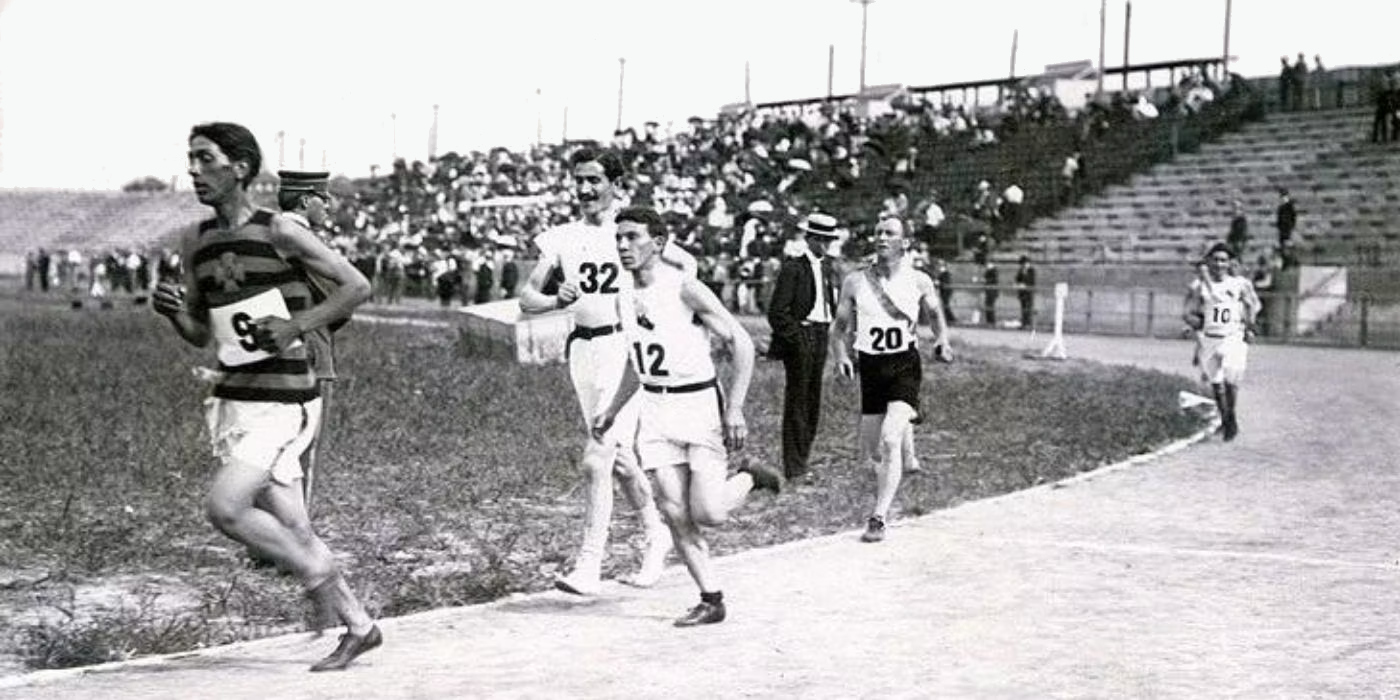
Марафон — Харилаос Яннакас(інші мови) [32] та четверо амеріканців долають стадіонну доріжку